# Skupni seks
Skupni seks ili grupni seks je oblik spolnog odnosa, u kojeg je uključeno nekoliko ljudi (najmanje troje). Već u antičko doba postojao je skupinski seks u kontekstu orgijanja.